# Параметрика (студия звукозаписи)
Параметрика — студия звукозаписи, расположенная в центре Москвы. В прошлом была известна также под названиями «студия МГСУ», студия «Наше Время», «Студия Большакова».
Стала популярна после работ над альбомами таких групп, как «Сплин», «Би-2», «Земфира», «Танцы Минус», «СерьГа», «Рондо», «Алиса» и др.

## Расположение
В 2007 году студия переехала в новое здание в районе Таганской площади. Акустический дизайн был разработан Филипом Ньюэллом и Александром Кравченко.
В 2020 году студия обосновалась в здании Киностудии им. Горького на улице Сергея Эйзенштейна в Москве.

## Список некоторых работ, записанных в студии
- 2004: Реверсивная хроника событий — Сплин
- 2004: Иnомарки — Би-2
- 2005: Вендетта — Земфира
- 2005: Братья Грим — Братья Грим
- 2006: Moloko — Би-2
- 2007: Раздвоение личности — Сплин
- 2009: Бой до дыр — Тараканы!
- 2009: Лунапарк — Би-2
- 2009: Дикие травы — Мельница
- 2010: О чем говорят мужчины (саундтрек) — Би-2
- 2011: Spirit — Би-2
- 2011: Кундалини — Банд’Эрос
- 2011: Юла — Аукцыон
- 2014: Прайд — Операция Пластилин
- 2010: Гуси–Лебеди — Вежливый отказ
- 2017: Горизонт событий — Би-2